# James Murray (1663-1719)
Pour les articles homonymes, voir James Murray et Murray.
Lord James Murray, né le 8 mai 1663 et mort le 30 décembre 1719), est un député écossais.

## Biographie
Il est le troisième fils de John Murray (1er marquis d'Atholl), et de Lady Amelia Anne Sophia, fille de James Stanley (7e comte de Derby), et est né à Knowsley Hall, Lancashire, le siège de la famille Stanley. John Murray (1er duc d'Atholl) et Charles Murray (1er comte de Dunmore), sont ses frères aînés .
Lord James est activement impliqué dans le conflit entre les Murrays et les Frasers de Beaufort au cours de la succession Lovat. En 1697, après que sa sœur Lady Amelia Murray se soit échappée de son mariage forcé avec Simon Fraser (plus tard le 11e Lord Lovat), lui et son frère Lord Mungo Murray commandent les troupes envoyées sur les terres de Harry Fraser. Après que Simon Fraser ait été déclaré hors-la-loi en septembre 1698, les frères Murray emmenent environ 600 Athollmen et Lowland à Stratherrick en vue de le capturer. Ils sont pris en embuscade par les Frasers et forcés de se rendre après que leur retraite à Inverness ait été coupée à Alt nan Gobhar.
Murray est élu au Parlement pour le Perthshire en 1710, siège qu'il occupe jusqu'en 1715, date à laquelle son neveu, Lord James Murray, lui succède .
Il épouse Anne, fille de Sir Robert Murray. Il est décédé à Perth en décembre 1719, à l'âge de 56 ans .